# Virgil Sălișcan
Virgil Sălișcan (n. 26 mai 1984, Ploiești) este un scrimer român specializat pe floretă, care a participat la Jocurile Olimpice din 2008 de la Beijing. Este de șase ori campion național în perioadă 2004-2013.

## Carieră
A cucerit o medalie de bronz la Campionatul European pentru juniori din 2002 de la Conegliano și a ajuns în sferturile de finală la Campionatul Mondial pentru juniori din 2003 de la Trapani. În același an, a început să participe la marele competiții internaționale în categoria de seniori. S-a calificat la proba de floretă individual la Jocurile Olimpice din 2008 după ce a încheiat printre primele trei locuri la turneul de calificare olimpic de la Bratislava. A fost învins în primul tur de britanicul Richard Kruse, scor fiind 6-15.
S-a retras din lotul olimpic după sezonul 2012-13. A devenit antrenor de scrimă la clubul său, CSA Steaua.

## Legături externe
- Prezentare Arhivat în 31 august 2014, la Archive.is la Confederația Europeană de Scrimă